# Ай-Петрі

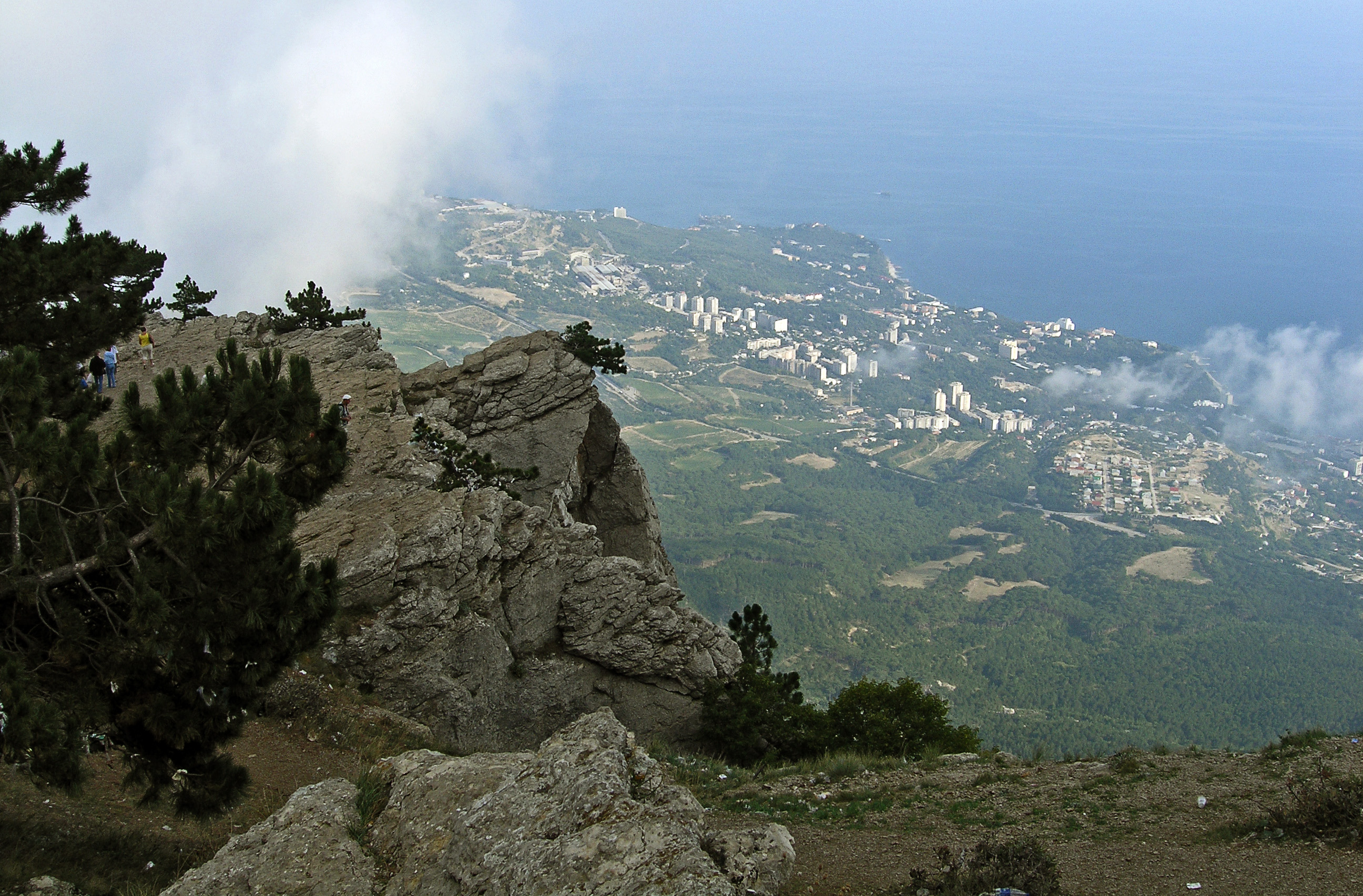
Вид із гори в бік Ялти

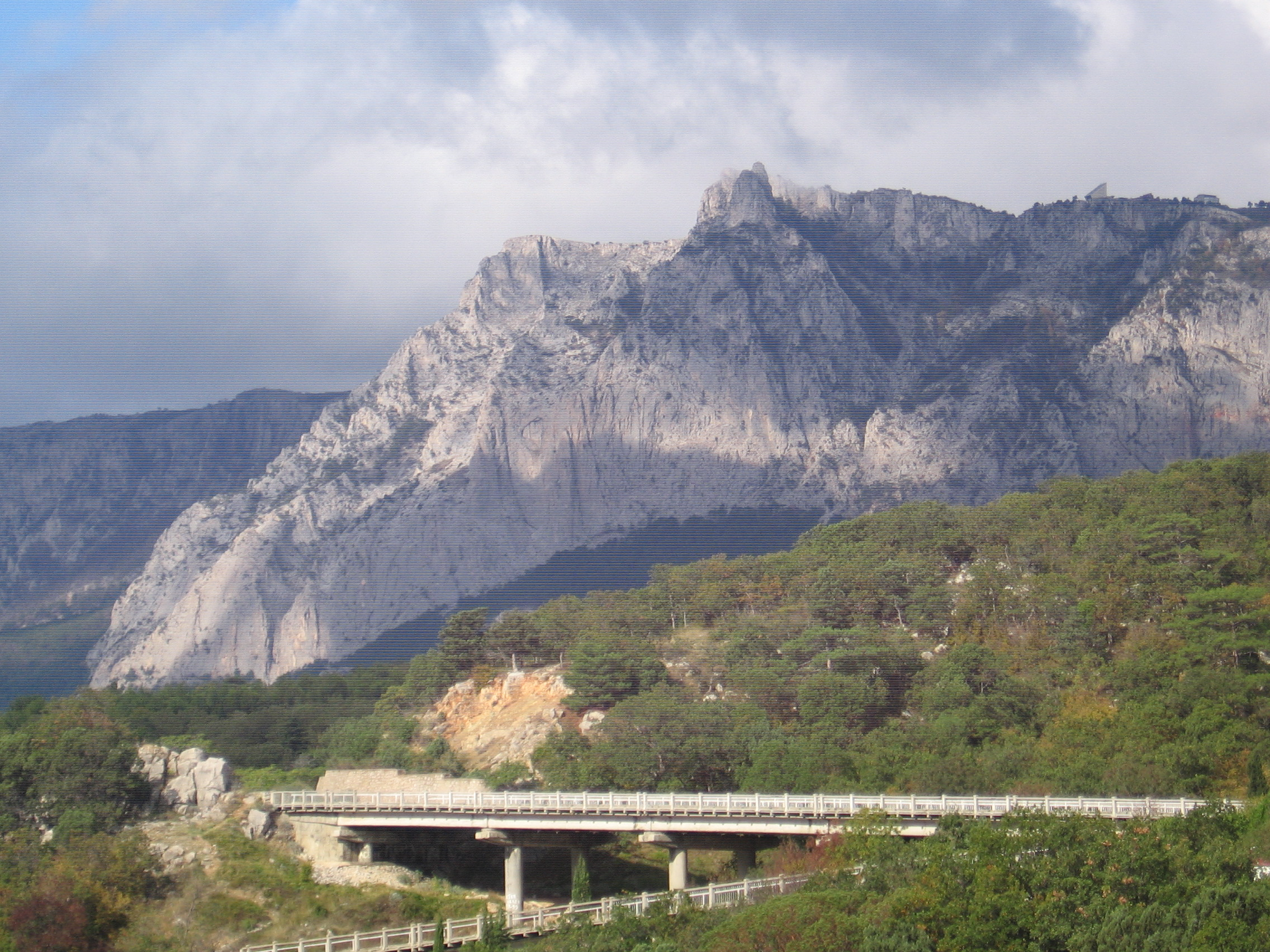
Вид на гору з готелю «Вітрило»

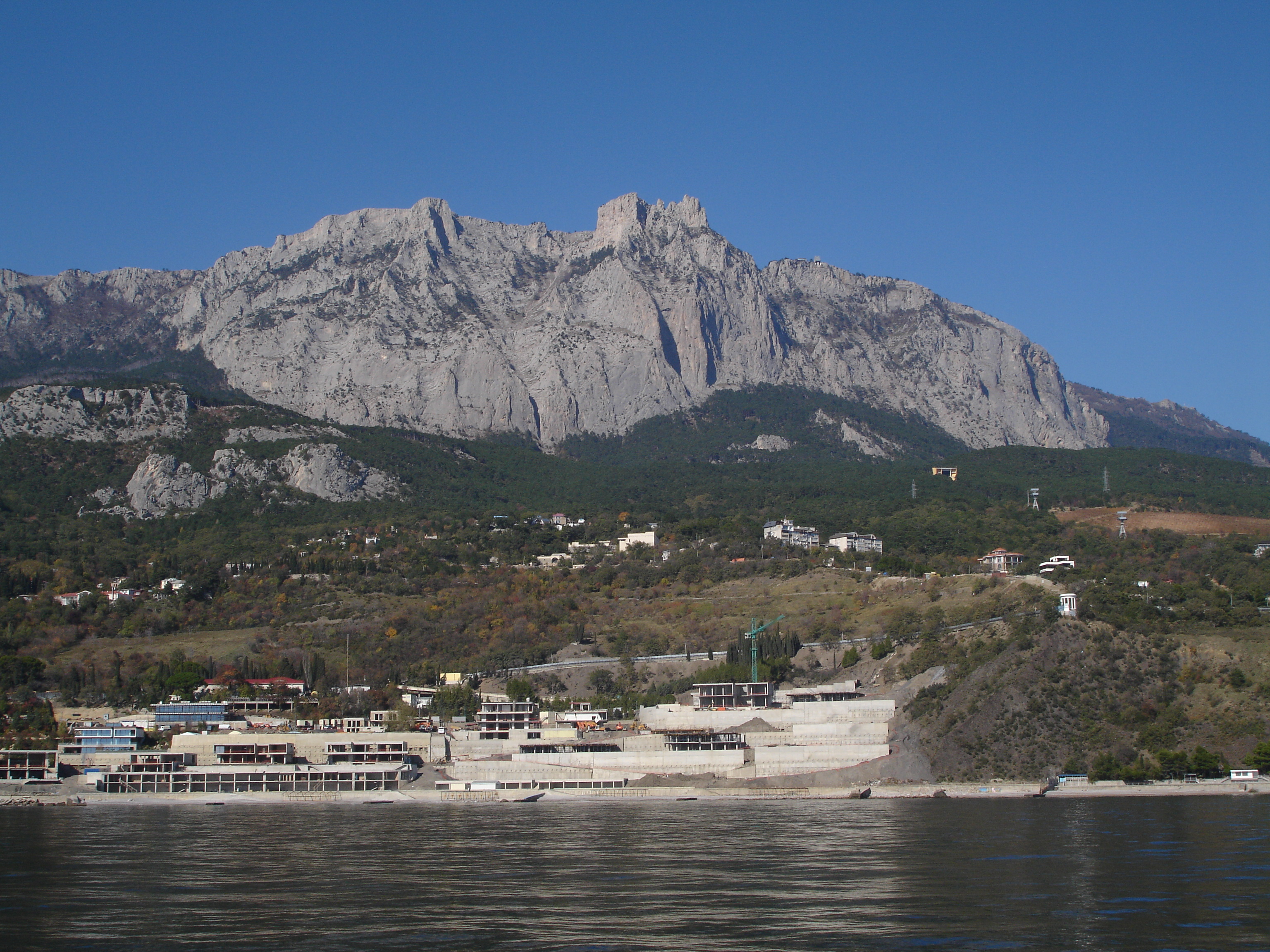
Вид на гору з моря

Ай-Пе́трі (крим. Ay Petri) — вершина Кримських гір висотою в 1234,2 м. Розташована на Ай-Петринській яйлі на північ від Алупки і над селищем Кореїз. На плато розташоване село Охотниче.

## Етимологія назви

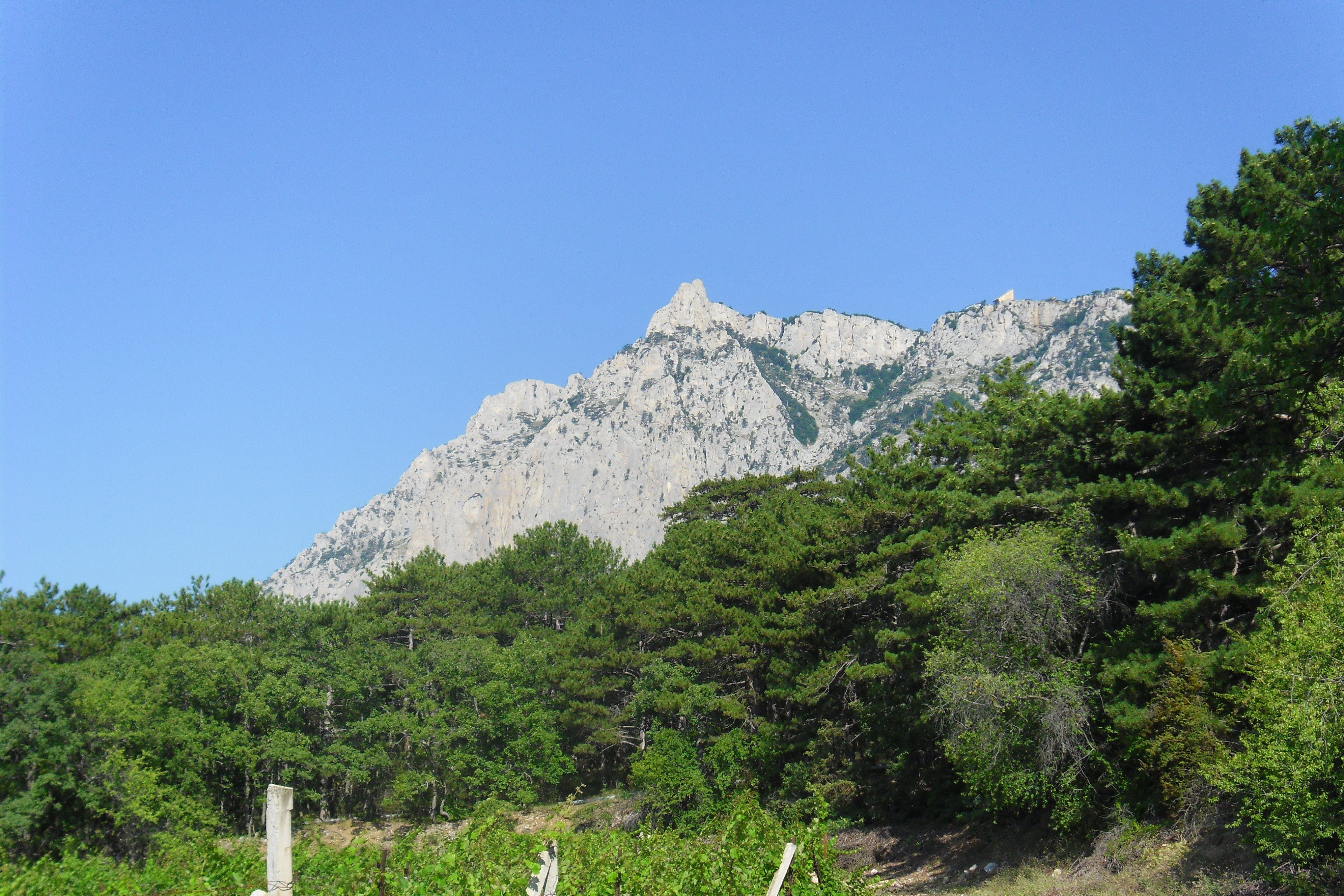
Ай-Петрі. Південний ракурс. Праворуч простежується верхня станція канатної дороги.

З грец. Άγιος «святий», Πέτρος «Петро» — «Гора святого Петра». Те саме миси на Кримському півострові Ай-Тодор, Ай-Фока.

## Геологія
Складається з вапняків. Скелі Ай-Петрі нагадують зуби гігантського дракона, що здіймається над яйлою. Чотири з них мають висоту від 7 до 19 метрів, маленьких піків набагато більше, утворених під час вивітрювання неоднорідних рифових вапняків. Ай-Петрі — викопний кораловий риф, де глибина рифових вапняків 600 м.
150—160 мільйонів років тому в околицях Ай-Петрі активно діяли вулкани, залишки їх можна побачити біля селищ Мелас і Форос.

## Клімат
На Ай-Петрі спостерігається максимальна кількість днів з туманами (не тільки в Криму, але й в Україні) — 215. Максимальна сума опадів — 1718 мм (зафіксована в 1981 р.). Ай-Петрі — найвітряніше місце Криму і України — (в 1949 році вітер зі швидкістю понад 15 м/с дув тут протягом 125 днів). На Ай-Петрі зареєстрована і найвища швидкість вітру — 50 м/с. На плато є вітроелектростанція (зараз вона в неробочому стані). У радянські часи тут було споруджено комплекс радарних станцій стеження за повітряним і космічним простором.

## Рослинність
Тут проростає близько 600 видів деревно-чагарникових і трав'янистих рослин.
На південних схилах росте буковий ліс з домішкою сосни. З висоти 1000—800 метрів над рівнем моря починається пояс сосни кримської, яка в першому ярусі росте з дубом, а в другому — з ялівцем колючим. Нижче 400 метрів — пояс чагарникових угрупувань з ялівців, грабинника, держидерева і багатьох інших чагарників з домішкою дуба. Тут можна зустріти фісташку туполисту, суничне дерево зі своєрідною гладкою червонуватою корою, тонкий зовнішній шар якої щорічно змінюється, і з вічнозеленим листям, і багато інших. У лісах багато плодово-ягідних дерев і чагарників. На схилах Ай-Петрі і на плато зростають майже всі поширені види горобин: звичайна, великоплідна, берека, грецька та інші.

## Туризм
На Ай-Петрі проведена канатна дорога з найдовшим у Європі безопорним прольотом — Місхор — Сосновий Бір — Ай-Петрі. Окрім канатної дороги, до гори можна дістатися автомобілем трасою Ялта—Бахчисарай, яка проходить повз вершину, після виїзду на плато. Пішки — від водоспаду Учан-су стежкою Таракташ до виходу на яйлу й ґрунтовою дорогою до траси Ялта—Бахчисарай. Також на гору ведуть численні альпіністські маршрути, в тому числі через зубці Ай-Петрі.
З гори відкривається прекрасна панорама на берег і місто Ялта. Ай-Петрі занесена до Книги рекордів України, як найбільш вітряне місце в Україні. На ній 125 днів на рік віє вітер, його швидкість досягає 50 м/с.

## Печери Ай-Петрі (класифіковані)
| Назва           | Глибина, м | Довжина, м | Категорія |
| --------------- | ---------- | ---------- | --------- |
| Вдовиченко      | 196        | 250        | 3а        |
| Водяна          | 85         | 115        | 2а        |
| Геофізична      | 80         | 225        | 2а        |
| Дружба          | 45         | 50         | 1         |
| Перлинова       | 85         | 170        | 2а        |
| ЗЮК             | 80         | 80         | 1         |
| Каберне         | 45         | 50         | 1         |
| Камнепадна      | 105        | 200        | 2а        |
| Каскадна        | 400        | 1500       | 3б        |
| Красноярська    | 60         | 80         | 1         |
| Ліра            | 75         | 70         | 1         |
| Маяковського    | 80         | 85         | 1         |
| Палласса        | 20         | 20         | 1         |
| Пастушача       | 155        | 200        | 2б        |
| Прима           | 70         | 90         | 1         |
| Севастопольська | 200        | 255        | 2б        |
| Сніжна          | 56         | 56         | 1         |
| Сусанінська     | 50         | 50         | 1         |
| Сююрю-Кая       | 100        | 115        | 2а        |
| Триглазка       | 40         | 115        | 1         |
| Тропан          | 45         | 50         | 1         |
| Узунджа         | +20        | 1500       | 3а        |
| Емпірична       | 77         | 80         | 1         |
| Ялтинська       | 31         | 31         | 1         |

## Галерея

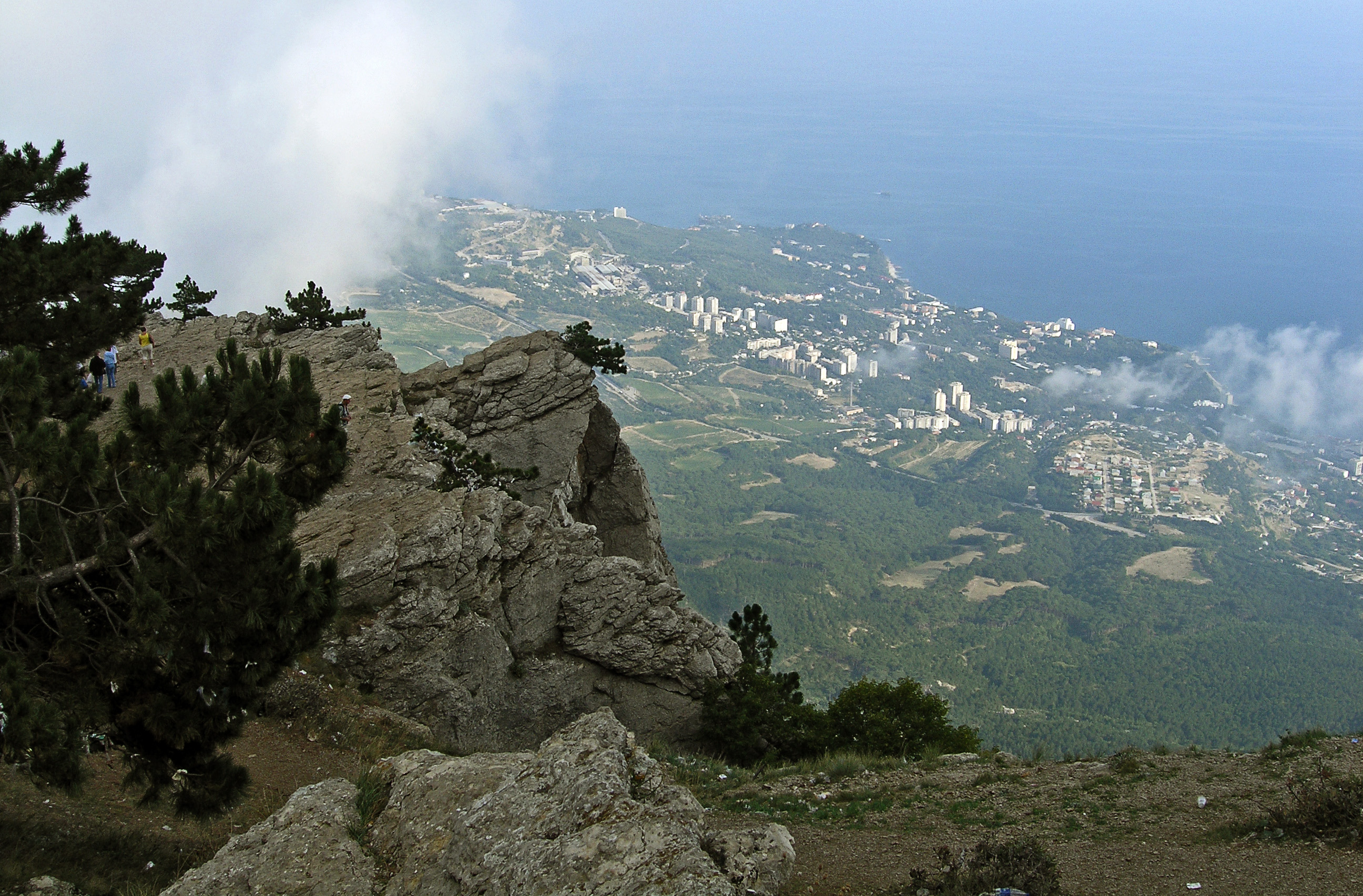
Вид з Ай-Петрі на Гаспру
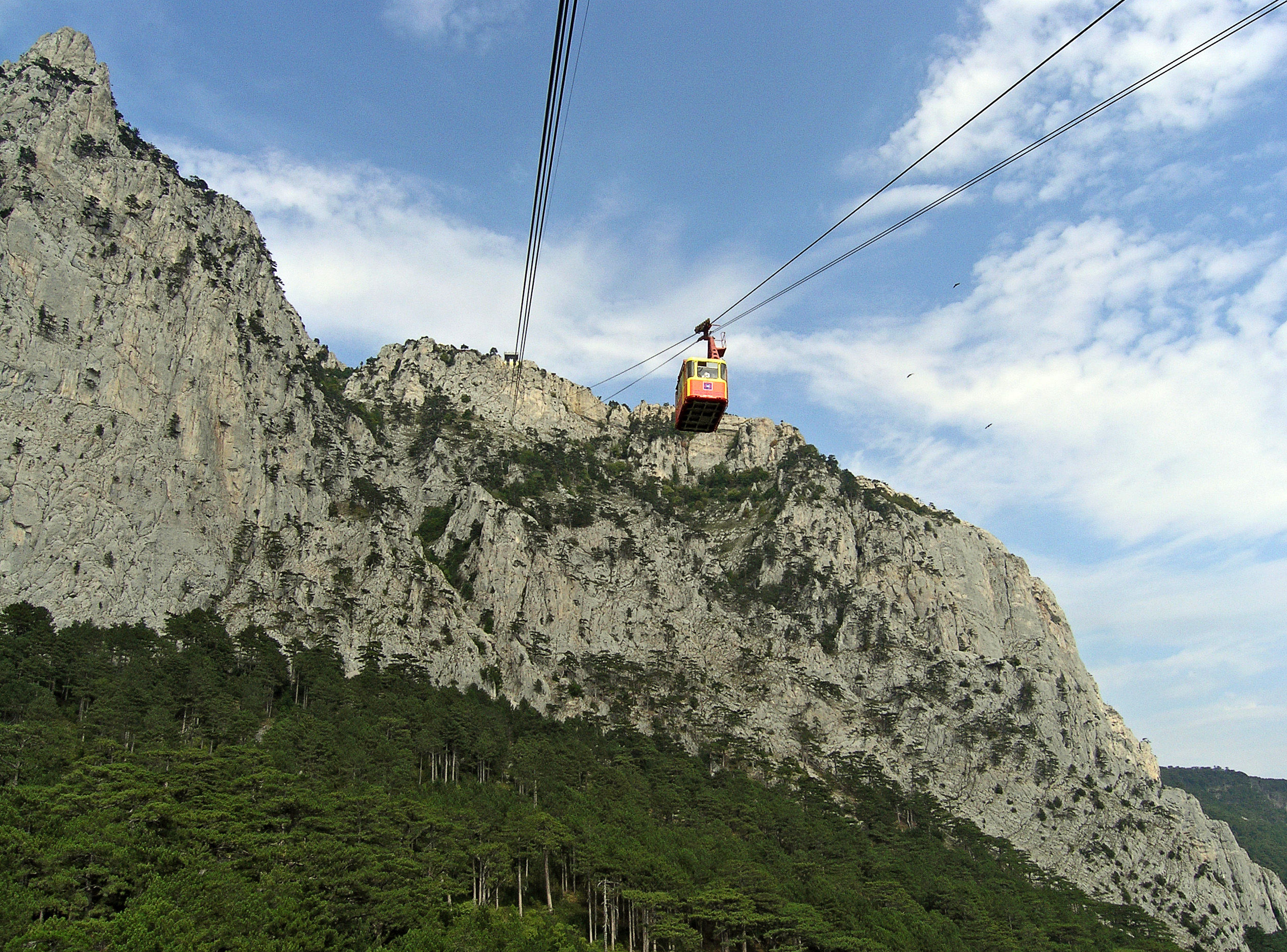
Канатна дорога на Ай-Петрі
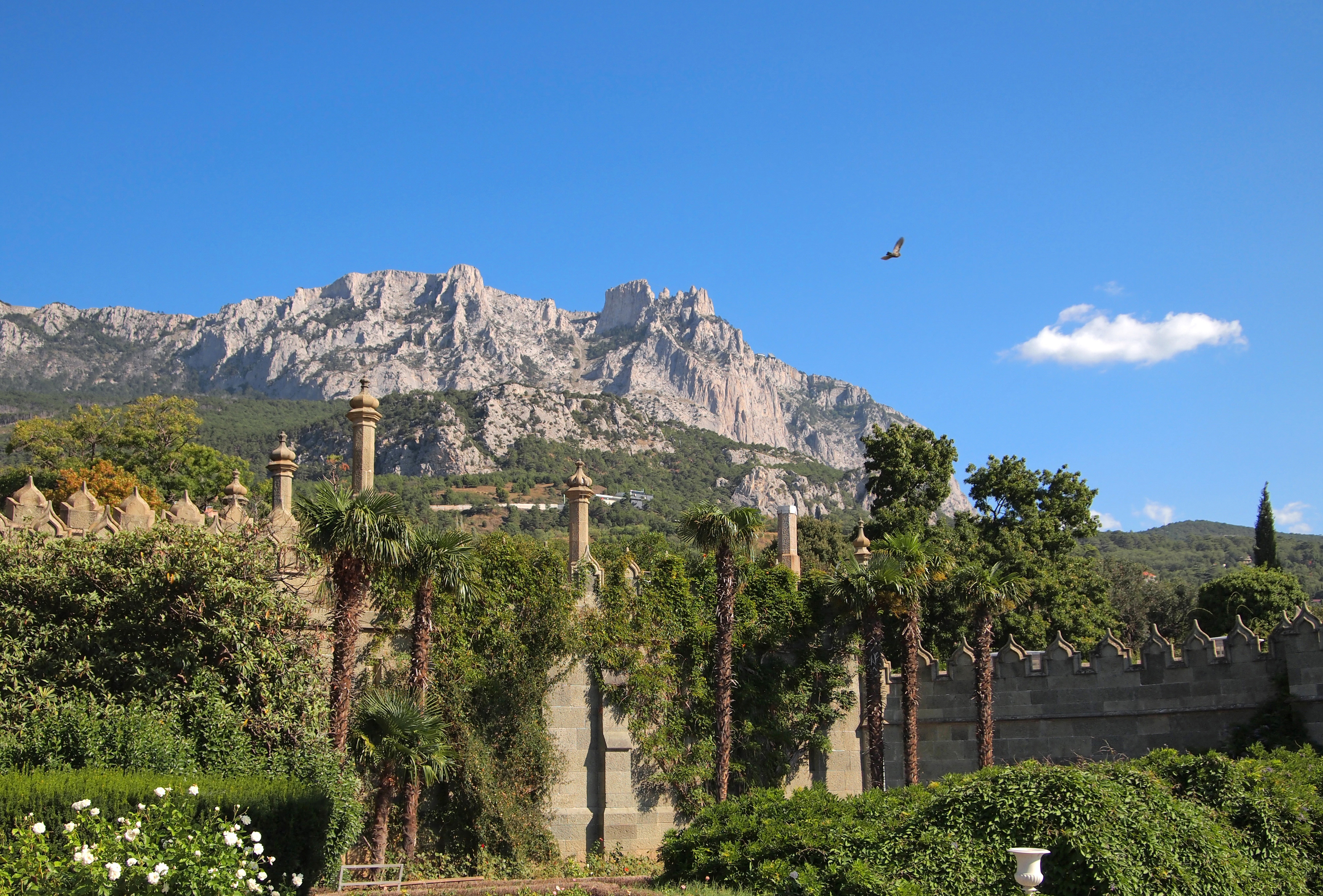
Вид на Ай-Петрі з Алупки
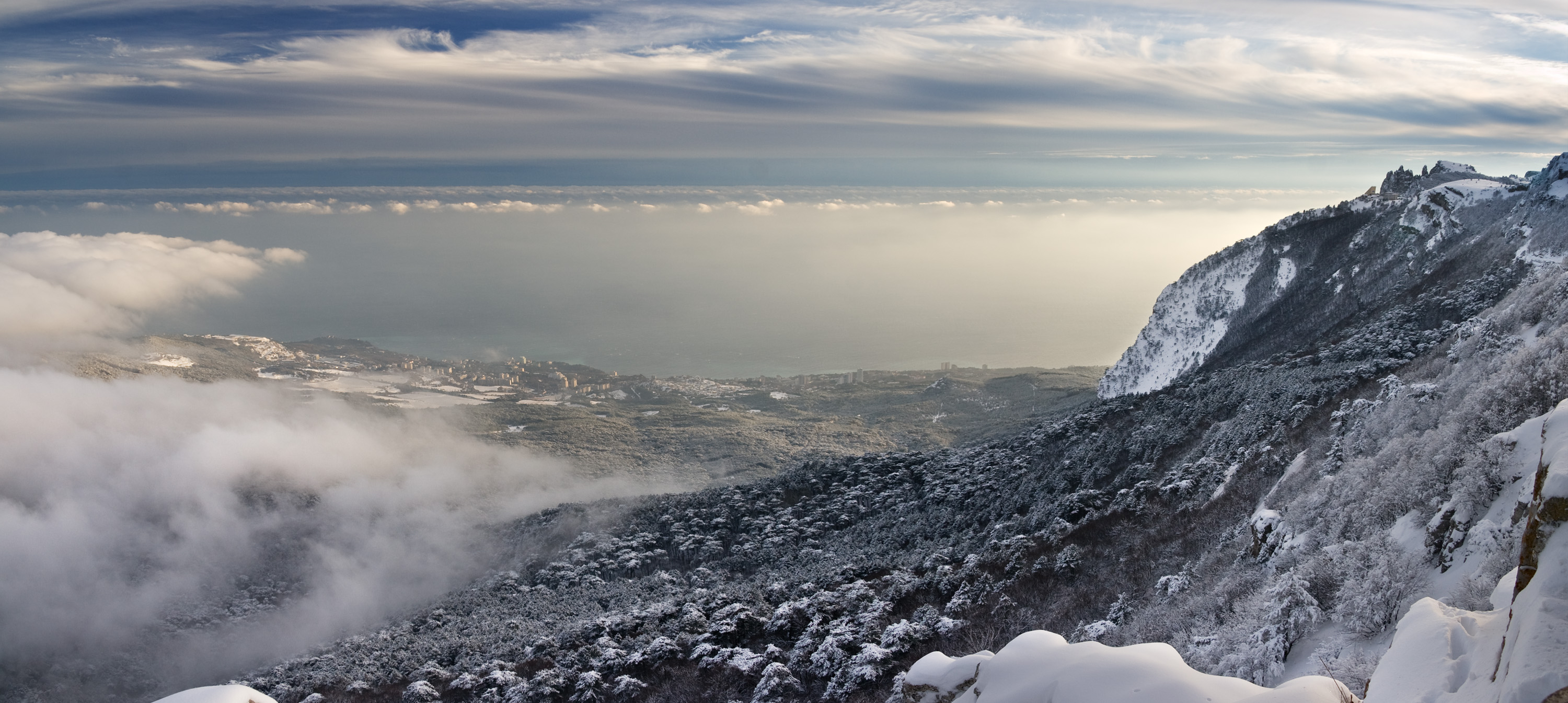
Вид на Гаспру у січні 2009 року
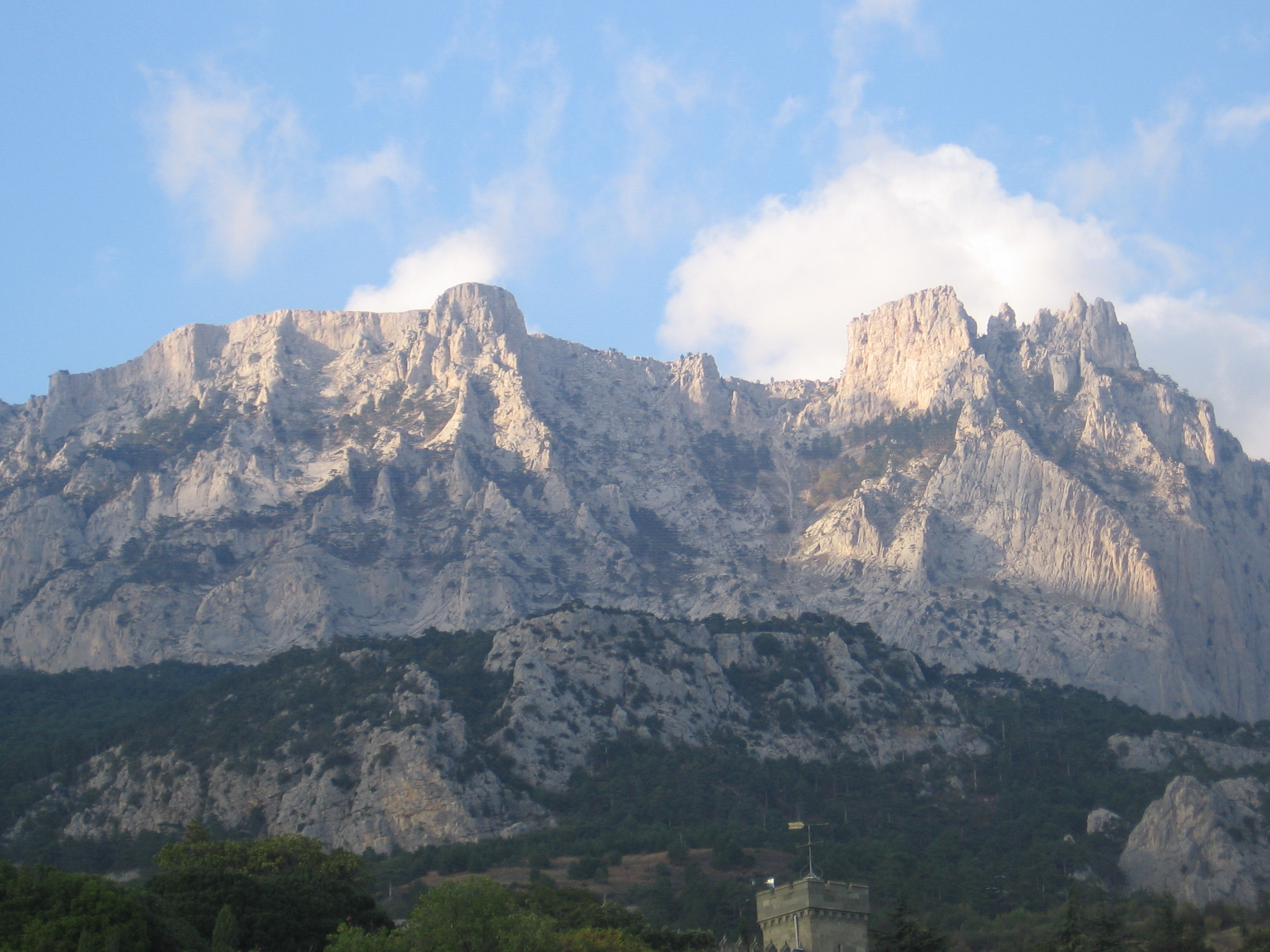
Вид на Ай-Петрі. Ліворуч - г. Вестрон - Ай-Петрі Західна.
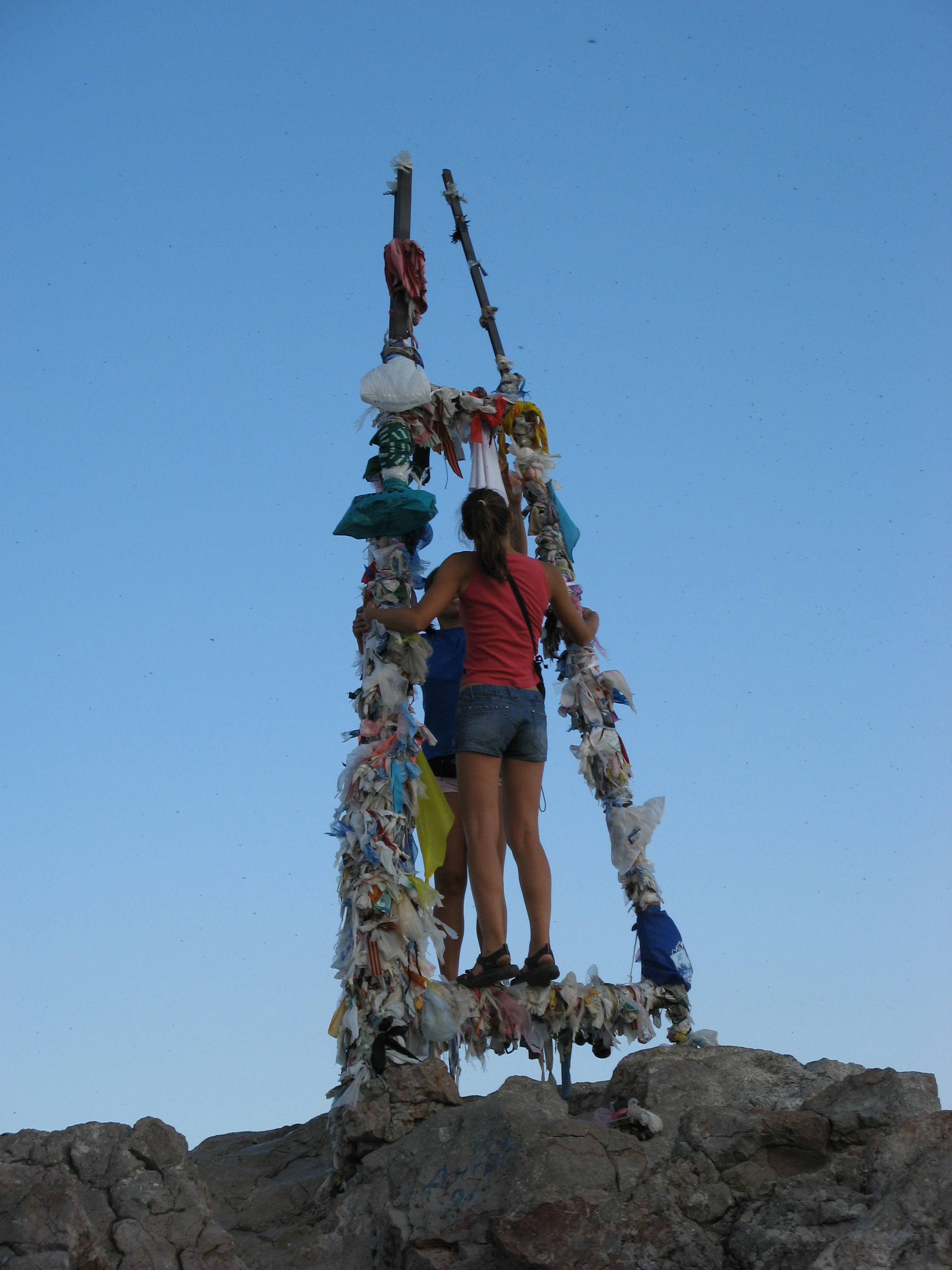
Триангуляційна вежа на вершині «Зубці», висота 1234 м
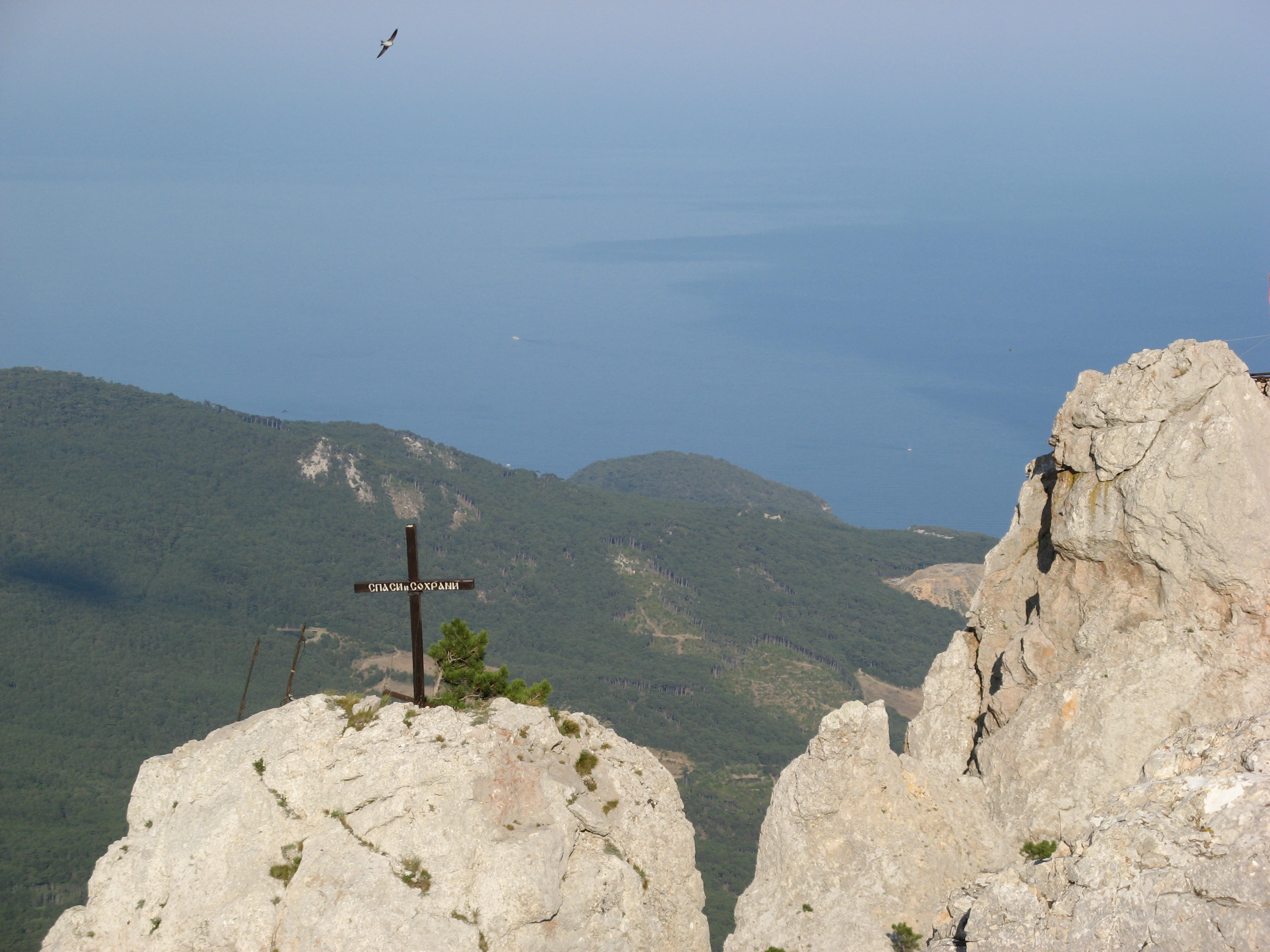
Вид із «Зубців»
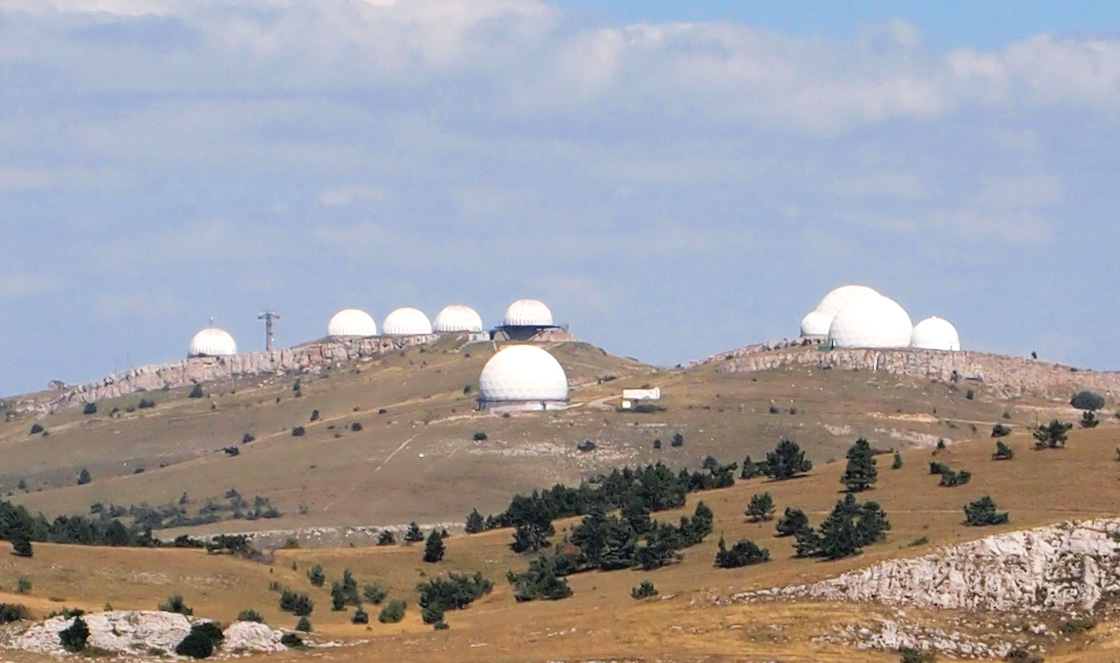
Радарна станція
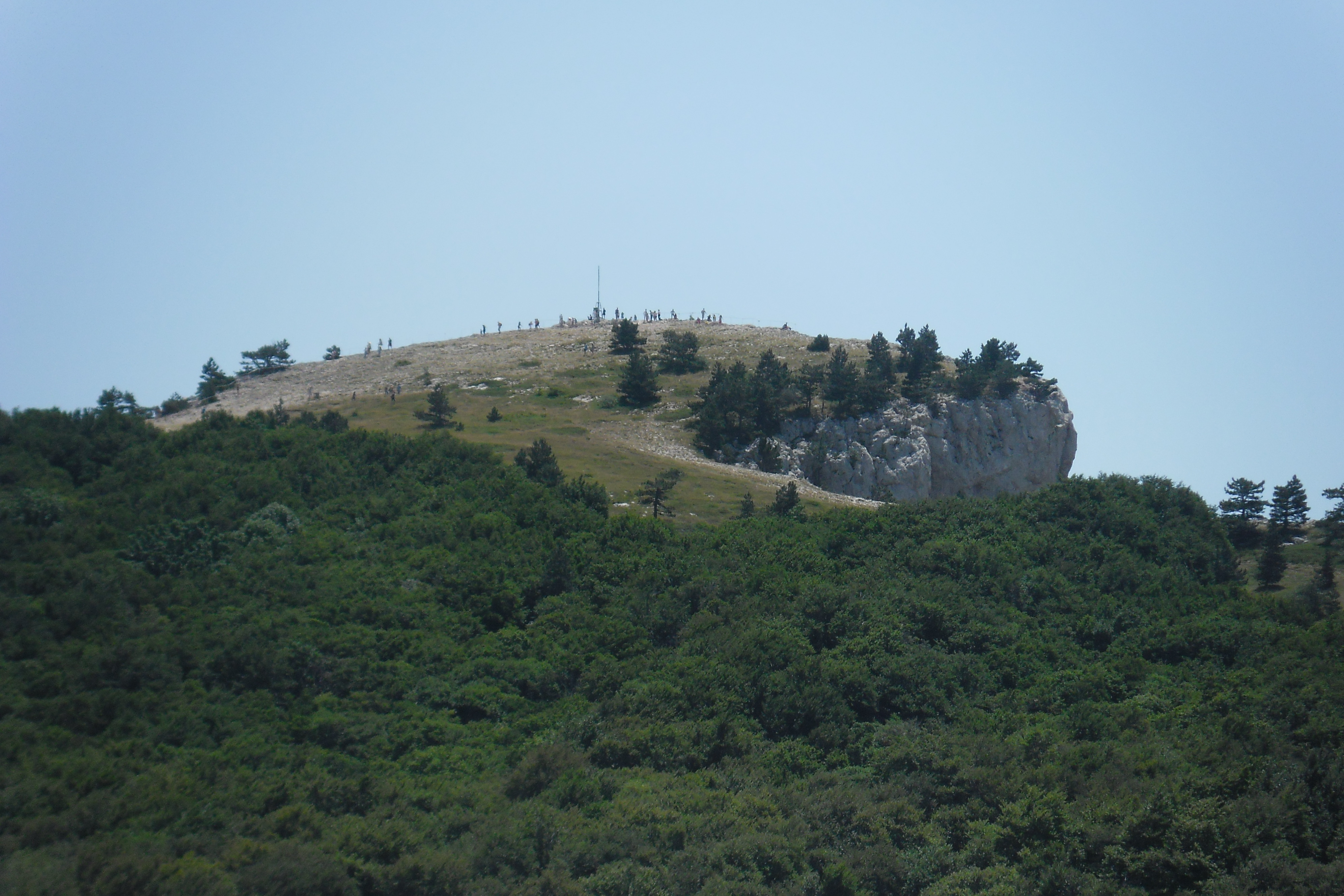
Звідси чудові краєвиди. Оглядовий майданчик.
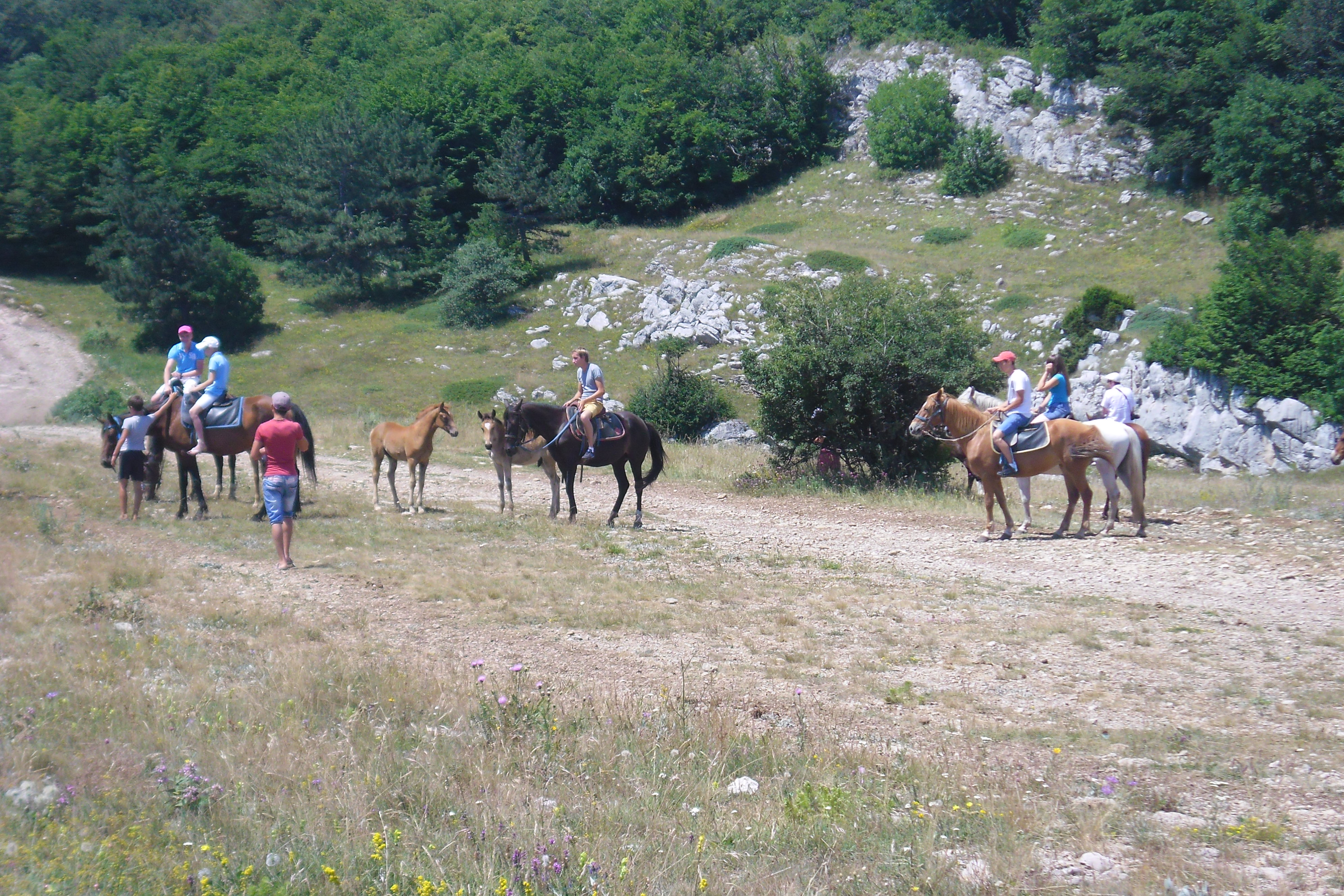
Прогулянка на конях по Ай-Петрінській яйлі
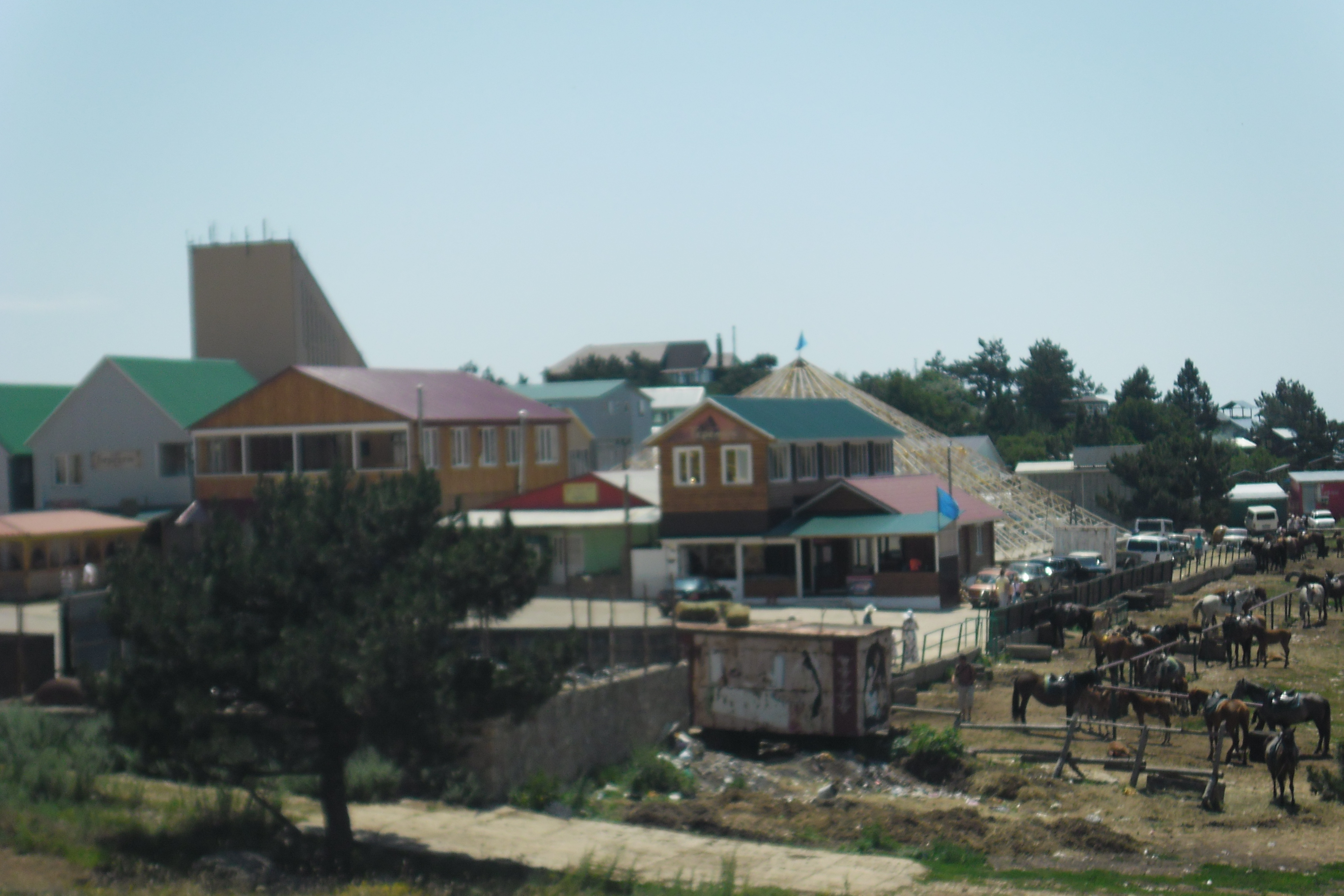
Містечко на Ай-Петрінській яйлі
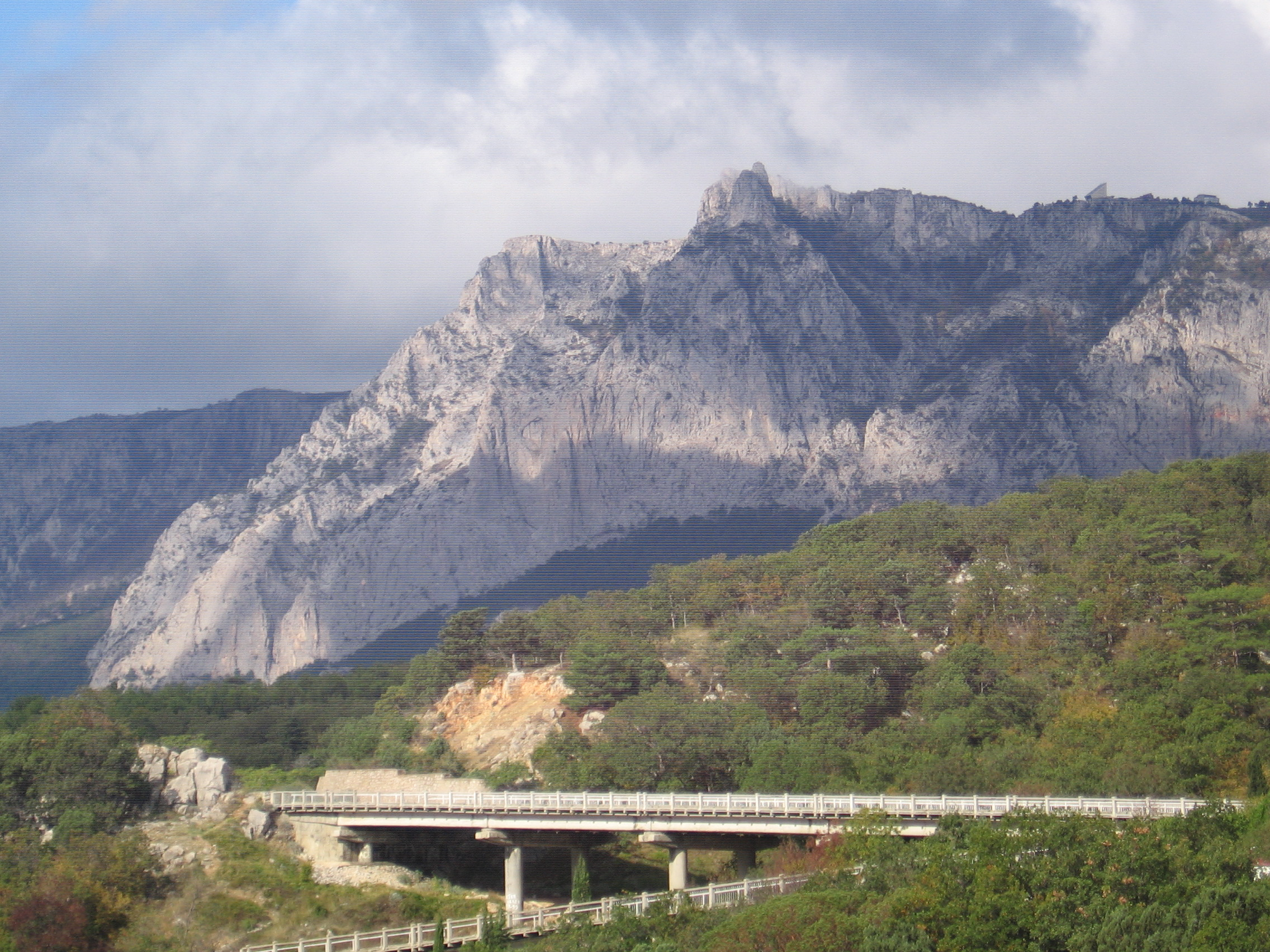
Вид на гору з готелю «Вітрило»
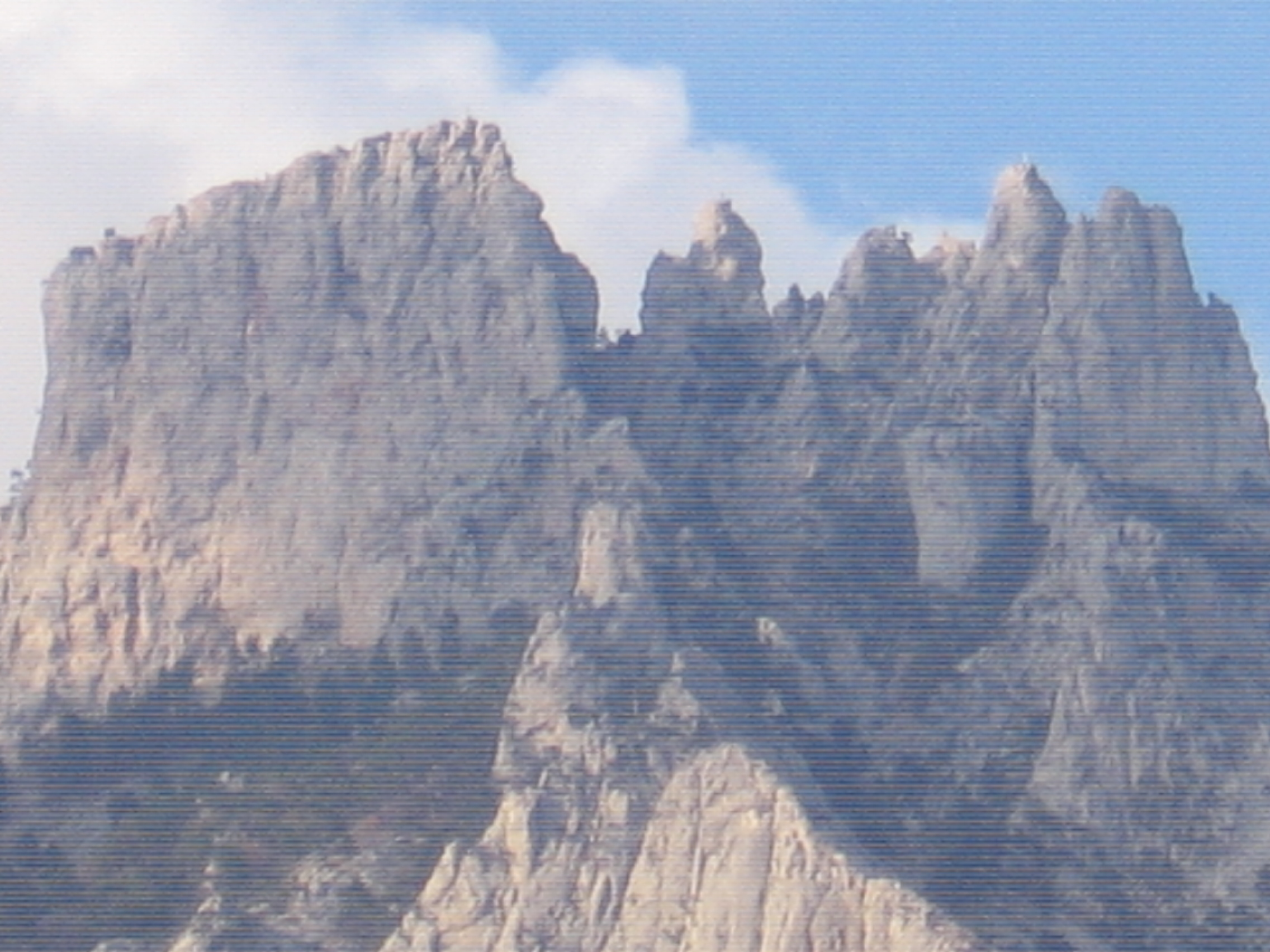
"Зубці" Ай-Петрі - вид з моря